# Blessing Makunike
Blessing Makunike (Salisbury, 24 gennaio 1977 – Harare, 13 marzo 2004) è stato un calciatore zimbabwese, di ruolo difensore.

## Biografia
È morto in un incidente stradale.